# Michelle-Lee Ahye
Michelle-Lee Raquel Ahye  (née le 10 avril 1992 à Port-d'Espagne) est une athlète trinidadienne, spécialiste des épreuves de sprint.

## Biographie

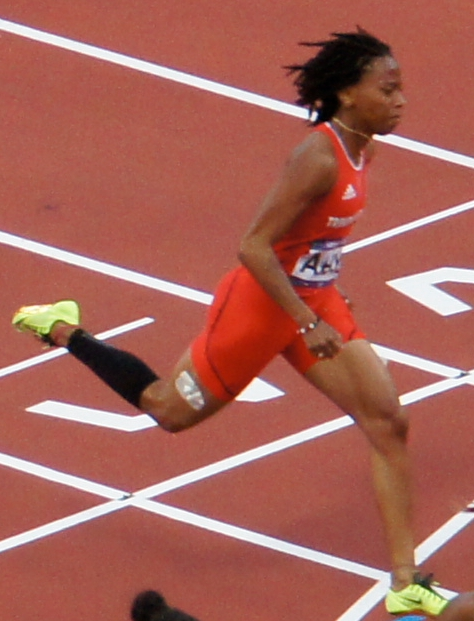
Michelle-Lee Ahye lors des Jeux olympiques de 2012.

Elle se distingue à l'occasion des Jeux de la CARIFTA en remportant les médailles d'or du 100 mètres chez les cadets en 2007 et 2008. Elle confirme en catégorie junior en décrochant les médailles d'or du 100 m et du relais 4 × 100 m en 2010. En 2011, elle remporte le titre du 100 m des championnats panaméricains juniors, à Miramar en Floride, dans le temps de 11 s 25. 
Elle participe aux Jeux olympiques de 2012, à Londres, où elle atteint les demi-finales du 100 m. Elle établit par ailleurs un nouveau record de Trinité-et-Tobago du 4 × 100 m en compagnie de Kelly-Ann Baptiste, Kai Selvon et Semoy Hackett, en 42 s 31. L'année suivante, elle se classe deuxième du 4 × 100 m des Championnats d'Amérique centrale et des Caraïbes. Le 22 juin, à Port-d'Espagne, elle porte son record personnel sur 100 m à 11 s 06 (+ 1,6 m/s).
En mars 2014, elle se classe sixième de l'épreuve du 60 mètres lors des championnats du monde en salle de Sopot en Pologne, en 7 s 16.
En juin 2014, elle remporte les championnats de Trinité-et-Tobago dans le temps de 10 s 88. Peu avant, lors des demi-finales, elle établissait un record personnel en 10 s 85, échouant à 1/100è du record national, mais elle s'empare de la meilleure performance mondiale de l'année.
Le 19 mars 2016, Ayhe échoue au pied du podium des championnats du monde en salle de Portland en 7 s 11, peu après avoir réalisé 7 s 09 en séries et demi-finales.
Le 21 mai 2017, elle se classe 2e du 100 m du Jamaica International Invitational en 11 s 06, battue aux millièmes par l'Américaine Morolake Akinosun. Le 24 juin, elle remporte le titre national en établissant un nouveau record national en 10 s 82, battant l'ancienne détentrice Kelly-Ann Baptiste (10 s 88) et l'adolescente Khalifa St. Fort (11 s 06).
Le 3 mars 2018, Michelle-Lee Ahye termine à la 6e place des championnats du monde en salle de Birmingham en 7 s 13, son meilleur temps de la saison.
Le 12 septembre 2019, elle est suspendue après avoir manqué de se présenter à trois tests antidopage. Le 14 janvier 2020, elle est suspendue pour une durée de 2 ans, avec date de début le 19 avril 2019.
Elle est nommée porte-drapeau de la délégation trinidadienne aux Jeux olympiques d'été de 2024 à Paris en compagnie du nageur Dylan Carter.

## Vie privée
Michelle-Lee Ahye est ouvertement lesbienne.

## Palmarès
| Date | Compétition                        | Lieu             | Résultat | Épreuve   | Temps   |
| ---- | ---------------------------------- | ---------------- | -------- | --------- | ------- |
| 2011 | Championnats panaméricains juniors | Miramar          | 1re      | 100 m     | 11 s 25 |
| 2011 | Championnats du monde              | Daegu            | —        | 4 x 100 m | DQ      |
| 2012 | Jeux olympiques                    | Londres          | finale   | 4 x 100 m | DQ      |
| 2013 | Champ. d'Am. cent. et des Caraïbes | Morelia          | 2e       | 4 × 100 m | 43 s 67 |
| 2014 | Championnats du monde en salle     | Sopot            | 6e       | 60 m      | 7 s 16  |
| 2014 | Relais mondiaux de l'IAAF          | Nassau           | 3e       | 4 × 100 m | 42 s 66 |
| 2014 | Coupe continentale                 | Marrakech        | 2e       | 100 m     | 11 s 25 |
| 2014 | Coupe continentale                 | Marrakech        | 1re      | 4 × 100 m | 42 s 44 |
| 2015 | Relais mondiaux de l'IAAF          | Nassau           | 5e       | 4 × 100 m | 42 s 88 |
| 2015 | Championnats NACAC                 | San José         | 3e       | 100 m     | 11 s 22 |
| 2015 | Championnats du monde              | Pékin            | 5e       | 100 m     | 10 s 98 |
| 2015 | Championnats du monde              | Pékin            | 3e       | 4 × 100 m | 42 s 03 |
| 2016 | Championnats du monde en salle     | Portland         | 4e       | 60 m      | 7 s 11  |
| 2016 | Jeux olympiques                    | Rio de Janeiro   | 6e       | 100 m     | 10 s 92 |
| 2016 | Jeux olympiques                    | Rio de Janeiro   | 6e       | 200 m     | 22 s 34 |
| 2016 | Jeux olympiques                    | Rio de Janeiro   | 5e       | 4 × 100 m | 42 s 12 |
| 2017 | Championnats du monde              | Londres          | 6e       | 100 m     | 11 s 01 |
| 2017 | Championnats du monde              | Londres          | 6e       | 4 x 100 m | 42 s 62 |
| 2018 | Championnats du monde en salle     | Birmingham       | 6e       | 60 m      | 7 s 13  |
| 2018 | Jeux du Commonwealth               | Gold Coast       | 1re      | 100 m     | 11 s 14 |
| 2018 | Ligue de diamant                   | Ligue de diamant | 6e       | 100 m     | 11 s 27 |
| 2019 | Jeux panaméricains                 | Lima             | finale   | 100 m     | DQ      |
| 2019 | Jeux panaméricains                 | Lima             | finale   | 4 x 100 m | DQ      |
| 2022 | Championnats du monde en salle     | Belgrade         | 7e       | 60 m      | 7 s 11  |
| 2023 | Jeux panaméricains                 | Santiago         | 3e       | 100 m     | 11 s 53 |

## Records
| Épreuve | Temps        | Lieu           | Date         |
| ------- | ------------ | -------------- | ------------ |
| 60 m    | 7 s 09 (NR)  | Portland       | 19 mars 2016 |
| 100 m   | 10 s 82 (NR) | Port-d'Espagne | 24 juin 2017 |
| 200 m   | 22 s 25 (NR) | Rio de Janeiro | 16 août 2016 |